# Europejski Fundusz Inwestycyjny

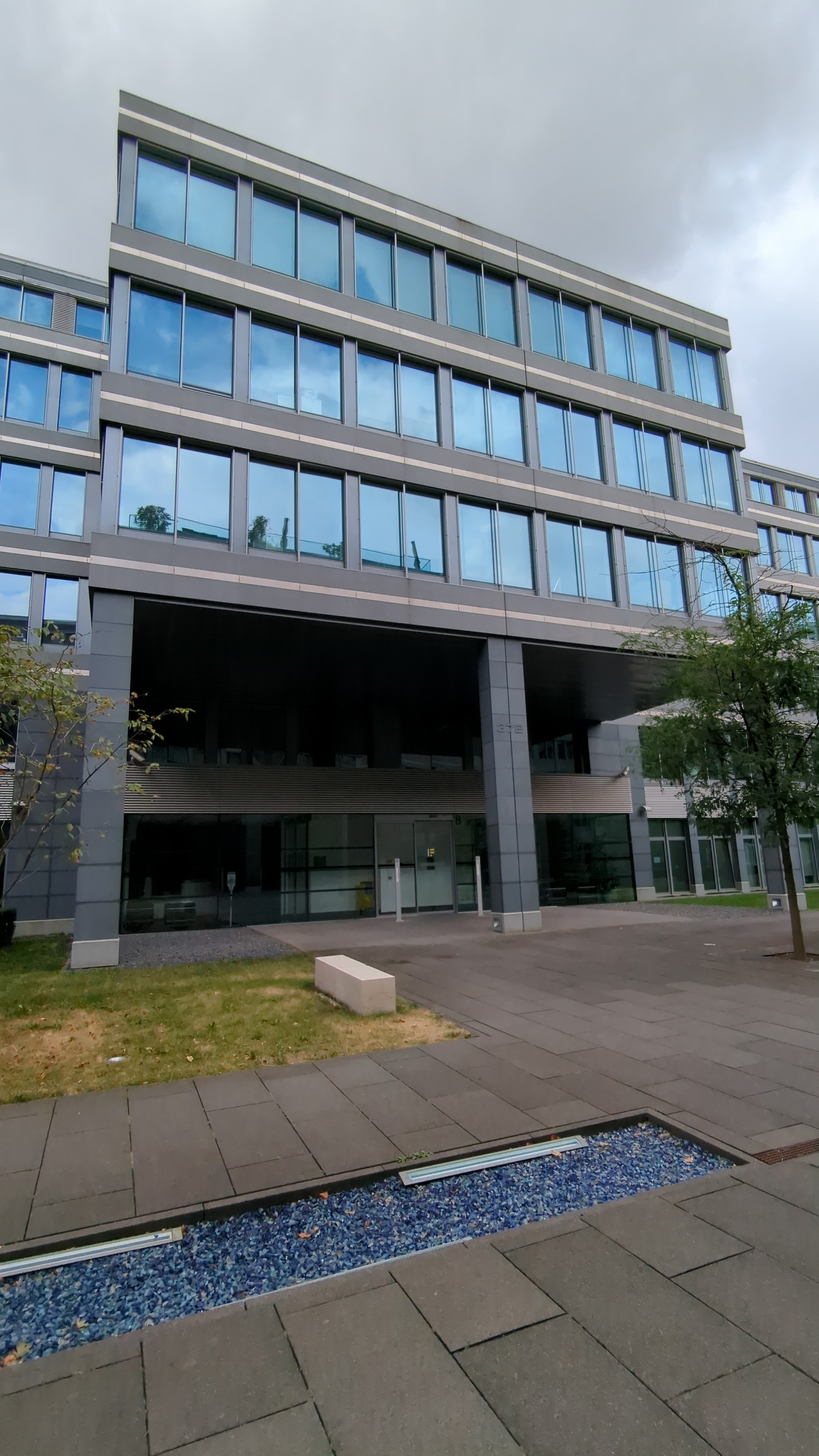
Siedziba funduszu

Europejski Fundusz Inwestycyjny (EFI, ang. European Investment Fund) – instytucja finansowa Unii Europejskiej utworzona w 1994 r. dla wsparcia małych i średnich przedsiębiorstw (MŚP). Siedziba funduszu znajduje się w Luksemburgu.
Fundusz nie inwestuje bezpośrednio w przedsiębiorstwa i nie podejmuje decyzji odnośnie do pojedynczych kredytów, ale działa za pośrednictwem innych instytucji finansowych, głównie poprzez:
- inwestycje w fundusze typu venture capital,
- pożyczki przeznaczone na gwarancje dla instytucji udzielających kredytów małym i średnim przedsiębiorstwom.

Kapitał EFI wynosi 4,5 mld euro. Jego udziałowcami są:
- Europejski Bank Inwestycyjny – 62% udziałów (2 632 mln euro),
- Unia Europejska reprezentowana przez Komisję Europejską – 29% (1 136 mln euro),
- 30 prywatnych banków i instytucji finansowych z 15 krajów UE (w tym z Polski, Bank Gospodarstwa Krajowego) oraz Turcji – 9% (732 mln euro).